# Дайро Морено
Дайро Морено (ісп. Dayro Moreno, нар. 16 вересня 1985, Толіма) — колумбійський футболіст, нападник клубу «Онсе Кальдас».
Виступав, зокрема, за клуби «Онсе Кальдас» та «Стяуа», а також національну збірну Колумбії.

## Клубна кар'єра
У дорослому футболі дебютував 2003 року виступами за команду клубу «Онсе Кальдас», в якій провів три сезони, взявши участь у 114 матчах чемпіонату.  Більшість часу, проведеного у складі «Онсе Кальдас», був основним гравцем атакувальної ланки команди. У складі «Онсе Кальдас» був одним з головних бомбардирів команди, маючи середню результативність на рівні 0,35 голу за гру першості.
Частину сезону 2006/07 був орендований клубом «Атлетіку Паранаенсе», після чого повернувся до «Онсе Кальдас».
Своєю грою за останню команду привернув увагу представників тренерського штабу клубу «Стяуа», до складу якого приєднався 2007 року. Відіграв за бухарестську команду наступні три сезони своєї ігрової кар'єри.
Протягом 2010—2014 років захищав кольори клубів «Онсе Кальдас», «Тіхуана», а також на правах оренди в «Атлетіко Хуніор» та «Мільйонаріос».
До складу клубу «Тіхуана» повернувся 2014 року. Відтоді встиг відіграти за команду з Тіхуани 64 матчі в національному чемпіонаті.
18 грудня 2018 року підписав дворічну угоду з клубом «Тальєрес».
Надалі виступав за «Онсе Кальдас», «Орієнте Петролеро» та «Атлетіко Букараманга».

## Виступи за збірну
2007 року дебютував в офіційних матчах у складі національної збірної Колумбії. Наразі провів у формі головної команди країни 31 матч, забивши 3 голи.
У складі збірної був учасником Кубка Америки 2011 року в Аргентині, Кубка Америки 2016 року в США, на якому команда здобула бронзові нагороди.

## Титули і досягнення

### Клубні
- «Онсе Кальдас»

Чемпіон Колумбії (2): 2003 А, 2010 Ф
Володар Кубка Лібертадорес (1): 2004
- «Атлетіко Насьйональ»

Володар Рекопи Південної Америки (1): 2017

### Збірна
- Чемпіон Південної Америки (U-20): 2005
- Переможець Ігор Центральної Америки та Карибського басейну: 2006
- Бронзовий призер Кубка Америки: 2016